# Avima albimaculata
Avima albimaculata is een hooiwagen uit de familie Agoristenidae.